# Przeciąganie liny na Letnich Igrzyskach Olimpijskich 1900
Zawody w przeciąganiu liny podczas Letnich Igrzysk Olimpijskich 1900 w Paryżu rozegrane zostały po raz pierwszy w historii igrzysk olimpijskich. Wzięły w nich udział dwa zespoły: drużyna mieszana złożona z zawodników ze Szwecji i Danii występująca pod nazwą Skandynawia oraz reprezentacja Francji (Racing Club de France). Każda z drużyn złożona była z sześciu zawodników. Początkowo w turnieju mieli uczestniczyć także sportowcy ze Stanów Zjednoczonych, jednak program rozgrywek nałożył się ze zmaganiami lekkoatletycznymi.
Mecz decydujący o podziale medali rozgrywany był system do dwóch zwycięstw. Złoty medal zdobyła drużyna duńsko-szwedzka, która wygrała dwa pierwsze pojedynki.

## Medaliści
| Złoto                                                                                              | Srebro | Brąz                            |
| -------------------------------------------------------------------------------------------------- | --- | ------------------------------- |
| Drużyna mieszana                                                                                   | Francja | –                               |
| - Edgar Aabye - August Nilsson - Eugen Schmidt - Gustaf Söderström - Karl Staaf - Charles Winckler | - Raymond Basset - Jean Collas - Charles Gondouin - Joseph Roffo - Emile Sarrade - Francisco Henriquez de Zubiria | wystartowały tylko dwie drużyny |

## Tabela medalowa
| Lp.   | Państwo                | Złoto | Srebro | Brąz | Razem | Źródło |
| ----- | ---------------------- | ----- | ------ | ---- | ----- | ------ |
| 1     | Drużyna mieszana (ZZX) | 1     | 0      | 0    | 1     | [ 1 ]  |
| 2     | Francja (FRA)          | 0     | 1      | 0    | 1     | [ 1 ]  |
| Razem | Razem                  | 1     | 1      | 0    | 2     |        |